# Pont-canal de Dundas
Le pont-canal de Dundas (en anglais : Dundas Aqueduct) est un pont-canal qui permet au canal Kennet et Avon de passer au-dessus de la rivière Avon et de la ligne de chemin de fer Wessex Main Line reliant Bath à Westbury, près de Limpley Stoke, dans le Wiltshire, en Angleterre.
Il a été conçu par John Rennie et l'ingénieur en chef John Thomas, entre 1797 et 1801 et achevé en 1805. James McIlquham était l’entrepreneur. Il est nommé d'après Charles Dundas, le premier président de la Compagnie du canal Kennet et Avon. Le pont-canal est long de 137,2 m (150 yards) avec trois arches en pierres de Bath, des pilastres doriques et des balustrades à chaque extrémité. L'arche centrale semi-circulaire a une portée de 19,5 m (64 pieds). Les deux arches ovales de chaque côté s’étendent sur 6,1 m (20 pieds). Il s'agit d'un bâtiment classé (grade I), et a été la première structure d’un canal à être classée comme un monument historique en 1951.
Depuis de nombreuses années, des fuites sont apparues et le pont-canal a été fermé en 1954. Pendant un certain temps dans les années 1960 et 1970, le canal était à sec et il était possible de se promener le long du lit de chaque côté de la rivière ainsi que sur le pont-canal lui-même. Le pont-canal a été étanché grâce à du polyéthylène et du béton, restauré, et rouvert en 1984. Durant la restauration, on a pris soin de ne pas déranger une colonie de chauves-souris vivant sous le pont-canal.
Le pont-canal est aussi la jonction entre le canal Kennet et Avon et le canal à charbon du Somerset, en grande partie désaffecté. Le court tronçon du canal à charbon du Somerset encore en eau forme le bassin Brassknocke est utilisé pour les mouillages de bateaux, la location de vélos et abrite un café. Il se situe juste à côté des quais de Dundas où la petite maison de péage, l'entrepôt et la grue sont encore debout. Les travaux de rénovation des quais sont en cours. Le tronçon de la rivière en aval du pont-canal est utilisé par l’école de Monkton Combe du club de navigation (Monkton Bluefriars) jusqu'à six jours par semaine, depuis au moins les années 1960. À l'autre extrémité du pont-canal a été construit un quai pour les carrières de pierre Conkwell.
Entre 2002 et 2004, de nouveaux travaux de restauration ont été entrepris. Ils comprenaient le remplacement des briques techniques utilisées par GWR par des pierres de Bath conformément à l'œuvre originale.

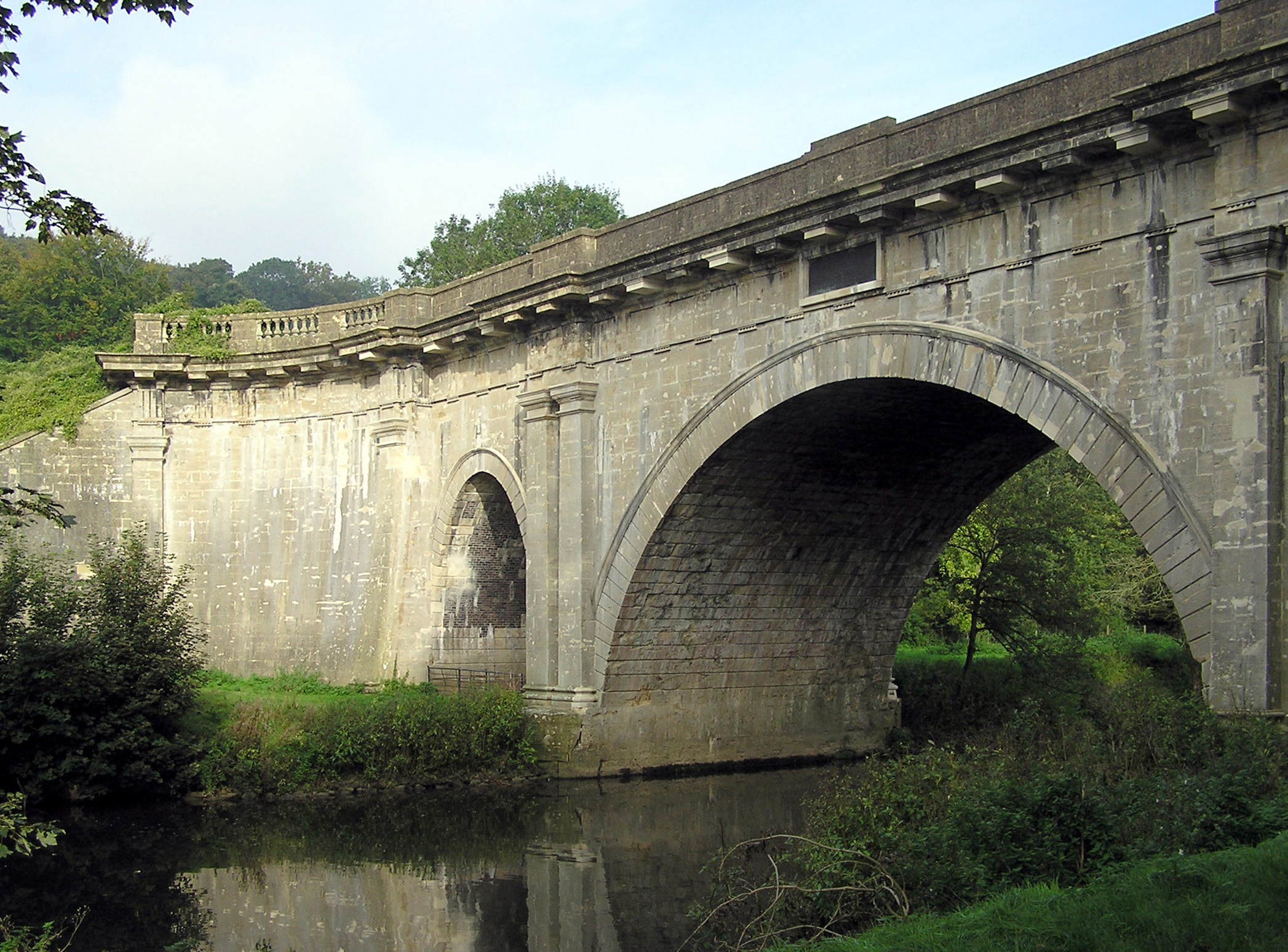
Le pont-canal de Dundas, entre Bradford on Avon et Bath. Le canal Kennet et Avon franchit la rivière Avon sur ce pont.
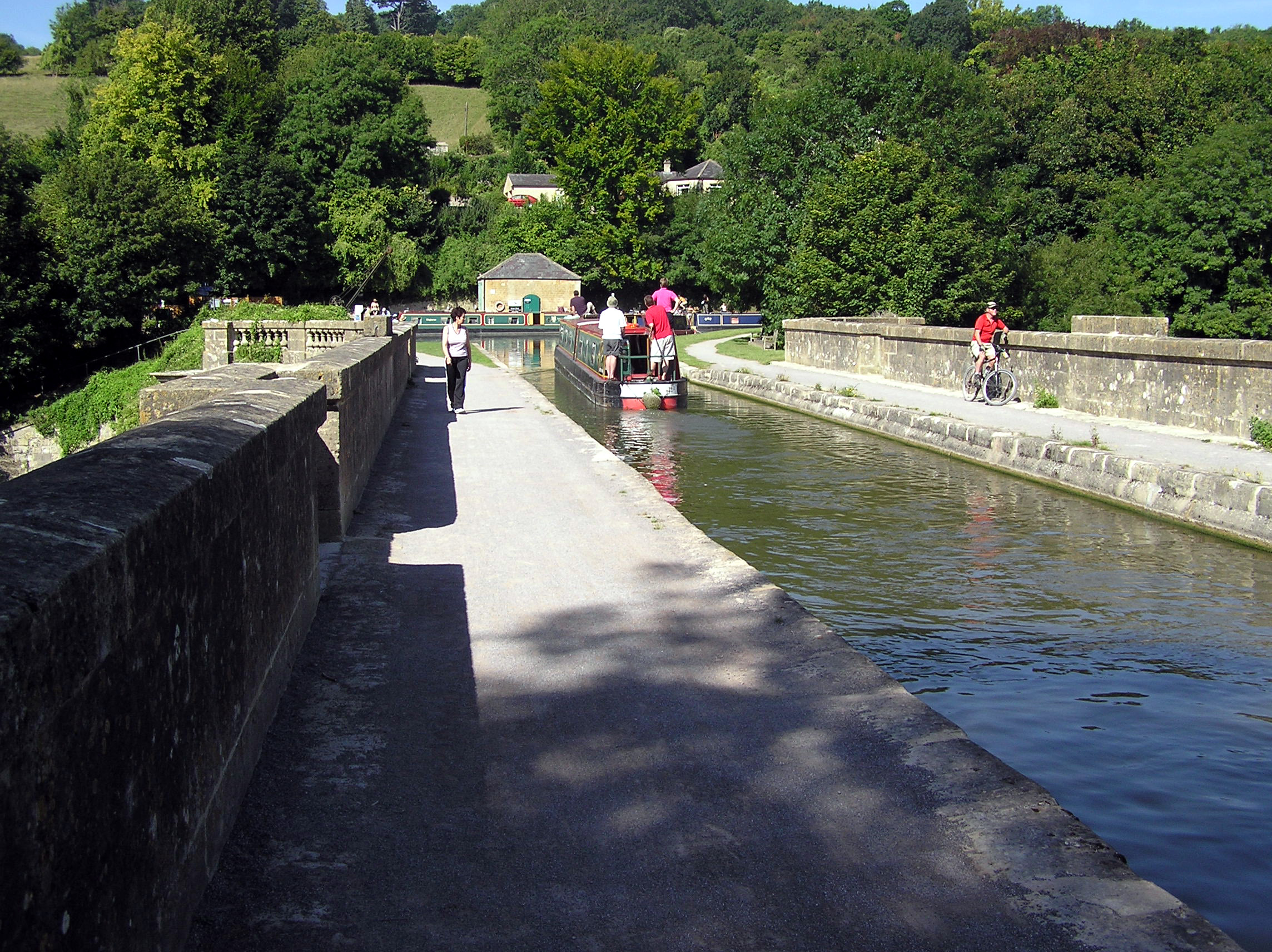
Le pont-canal de Dundas vue de l'extrémité est. La péniche sur l'image peut tourner à gauche vers des quais d'amarrage sur la seule section subsistante du canal à charbon du Somerset ou tourner à droite pour parcourir les derniers miles du canal vers la ville de Bath. Les murs du pont-canal sont visibles à gauche et à droite, la rivière et la voie ferrée ne sont pas visibles car bien en dessous.